# Traité de Llívia
Le traité de Llívia est un traité signé à Llívia le 12 novembre 1660, entre Miquel de Salbà i de Vallgornera, représentant de Philippe IV d'Espagne, et l'évêque d'Orange, Mgr Hyacinthe Serroni, représentant Louis XIV. C'est le traité dans lequel sont détaillés les trente-trois villages de Cerdagne qui devaient appartenir au royaume de France conformément au traité des Pyrénées. À la dernière heure, Llívia est restée comme une enclave espagnole dans le nouveau territoire français, car elle possédait le titre de ville et non de village ; cette enclave a été acceptée à la condition pour Llívia de ne jamais se fortifier. Le traité assure également l'existence d'une route neutre entre Llívia et le reste de l'Espagne.
C'est ainsi qu'a été confirmée la cession de la moitié de la Cerdagne, qui, à cause de la résistance, n'est devenue effective qu'à la fin de 1720.
Antérieurement s'était tenue à Céret (Vallespir) une conférence de caractère technique afin de fixer les critères du traité.

## Liste des villages de Cerdagne cédés à la France
| Nom en français           | Nom en catalan         | Commentaire |
| ------------------------- | ---------------------- | --- |
| Carol                     | Querol                 | Ancienne commune de la vallée du Carol comprenant les actuelles communes de Latour-de-Carol, Porta et Porté-Puymorens |
| Enveitg                   | Enveig                 | Commune actuelle |
| Ur                        | Ur                     | Commune actuelle |
| Flori                     | Florí                  | Hameau de Ur |
| Villeneuve                | Vilanova               | Partie de l'ancienne commune de Villeneuve-des-Escaldes                                                               |
| Les Escaldes              | Les Escaldes           | Partie de l'ancienne commune de Villeneuve-des-Escaldes                                                               |
| Dorres                    | Dorres                 | Commune actuelle |
| Angoustrine               | Angostrina             | Ancienne commune, partie d'Angoustrine-Villeneuve-des-Escaldes                                                        |
| Targasonne                | Targasona              | Commune actuelle |
| Palmarie                  | Palmanill              | — |
| Égat                      | Èguet                  | Commune actuelle |
| Odeillo                   | Odelló                 | Ancienne commune, partie de Font-Romeu-Odeillo-Via                                                                    |
| Via                       | Vià                    | Ancienne commune, partie de Font-Romeu-Odeillo-Via                                                                    |
| Bolquère                  | Bolquera               | Commune actuelle |
| Vilar de Ovanza           | El Vilar d'Ovansa      | Village devenu le site de Mont-Louis                                                                                  |
| Estavar                   | Estavar                | Commune actuelle, moins l'ancienne commune de Bajande                                                                 |
| Bajande                   | Bajanda                | Ancienne commune, réunie, en 1822, à Estavar                                                                          |
| Saillagouse               | Sallagosa              | Commune actuelle |
| Ro                        | Ro                     | Ancienne commune, réunie, en 1822, à Saillagouse                                                                      |
| Vedrinyans                | Vedrinyans             | Ancienne commune, réunie, en 1822, à Saillagouse                                                                      |
| La Perche                 | La Perxa               | Actuelle commune de La Cabanasse                                                                                      |
| Llo                       | Llo                    | Commune actuelle, moins l'ancienne commune de Rohet                                                                   |
| Rohet                     | Roet                   | Hameau de Llo |
| Eyne                      | Eina                   | Commune actuelle |
| Saint-Pierre-dels-Forcats | Sant Pere dels Forcats | Commune actuelle |
| Sainte-Léocadie           | Santa Llocaia          | Commune actuelle |
| Llus                      | Lluç                   | Hameau de Sainte-Léocadie                                                                                             |
| Planès                    | Planès                 | Commune actuelle |
| Caldégas                  | Càldegues              | Ancienne commune, réunie, en 1973, à Bourg-Madame                                                                     |
| Onzes                     | Oncés                  | Hameau de Caldégas |
| Nahuja                    | Naüja                  | Commune actuelle |
| Osséja                    | Oceja                  | Commune actuelle |
| Palau                     | Palau de Cerdanya      | Commune actuelle |
| Hix                       | Ix                     | Actuelle commune de Bourg-Madame, sans l'ancienne commune de Caldégas, absorbée en 1973                               |